# 作曲家の個展 (サントリー芸術財団)
サントリー芸術財団『作曲家の個展』（さっきょくかのこてん）は、公益財団法人サントリー芸術財団（旧財団法人サントリー音楽財団）が1981年から開催しているコンサートのシリーズ。2015年までの第I期では、毎年日本人作曲家1人を取り上げ、代表作あるいは新作を紹介してきた。2016年からの第II期では、活躍中の日本人作曲家を毎年2人取り上げ、新作を委嘱して公演を開催している。2020年以降開催されていない。

## 概要
1899年創業のサントリー株式会社（現サントリーホールディングス株式会社）は、創業70年を記念して1969年に鳥井音楽財団を設立した。同財団は、日本の音楽文化の発展に寄与し、洋楽分野で優れた業績をあげた人々を懸賞するため、同年から「サントリー音楽賞」の贈呈や「音楽賞記念コンサート」開催などの事業を行ってきた。1978年にはサントリー音楽財団と改称し、創設10周年を機に「日本人作曲作品の振興」を新しい事業目標に掲げた。そして1981年から「作曲家の個展」コンサートを開催している。これは日本人作曲家のすぐれた業績を広く日本の音楽ファンに紹介するため、代表的作曲家の作品をまとめて演奏するコンサートである。なお、財団は2009年9月に美術関係の事業を統合して、公益財団法人サントリー芸術財団に移行している。

## 取り上げた作曲家
【第I期】
- 1981年 松平頼則
- 1982年 黛敏郎
- 1983年 山田耕筰
- 1984年 武満徹
- 1985年 三善晃
- 1986年 湯浅譲二
- 1987年 間宮芳生
- 1988年 一柳慧
- 1989年 石井眞木
- 1990年 林光
- 1991年 伊福部昭
- 1992年 西村朗
- 1993年 池辺晋一郎
- 1994年 芥川也寸志
- 1995年 高橋悠治
- 1996年 柴田南雄
- 1997年 細川俊夫
- 1998年 松村禎三
- 1999年 新実徳英
- 2000年 武満徹
- 2001年 吉松隆
- 2002年 佐藤聰明
- 2003年 北爪道夫
- 2004年 近藤譲
- 2005年 松平頼暁
- 2006年 野平一郎
- 2007年 望月京
- 2008年 猿谷紀郎
- 2009年 中川俊郎
- 2010年 望月京・北爪道夫・近藤譲・松平頼則（第30回記念）
- 2011年 三輪眞弘
- 2012年 藤倉大
- 2013年 権代敦彦
- 2015年 原田敬子

【第II期】
- 2016年 西村朗ｘ野平一郎
- 2017年 一柳慧ｘ湯浅譲二
- 2018年 金子仁美ｘ斉木由美
- 2019年 細川俊夫ｘ望月京